# Lido Tikok
Lido Tikok é uma vila no distrito de Tinsukia, no estado indiano de Assam.

## Demografia
Segundo o censo de 2001, Lido Tikok tinha uma população de 6761 habitantes. Os indivíduos do sexo masculino constituem 54% da população e os do sexo feminino 46%. Lido Tikok tem uma taxa de literacia de 66%, superior à média nacional de 59,5%: a literacia no sexo masculino é de 74% e no sexo feminino é de 57%. Em Lido Tikok, 12% da população está abaixo dos 6 anos de idade.